# Jonathan Hogg
Jonathan Lee Hogg (ur. 6 grudnia 1988 w Middlesbrough) – angielski piłkarz występujący na pozycji pomocnika w Huddersfield Town.